# Историја Јевреја у Бугарској
Историја Јевреја у Бугарској сеже уназад скоро 2000 година. Јевреји су стално присутни у бугарским земљама и пре 2. века п. н. е. и често су играли важну улогу у историји Бугарске.
Данас већина бугарских Јевреја живи у Израелу, док у модерној Бугарској и даље живи скроман број јеврејског становништва.

## Римско доба
Сматра се да су се Јевреји населили у региону после римског освајања 46. године п. н. е. Рушевине "раскошних"  синагога из другог века откривене су у Филипополису (савремени Пловдив), Никополису (Никопол), Улпиа Ескус (Ulpia Oescus) (Гиген, провинција Плевен) и Стобију (сада у Северној Македонији). Најстарији писани артефакт који потврђује присуство јеврејске заједнице у римској провинцији Мезији (Moesia Inferior) је латински натпис из касног 2. века п. н. е. нађен у Улпиа Ескус, са менором и помињањем архисинагогос. Јозеф сведочи о присуству јеврејског становништва у граду. Декрет римског цара Теодосија I из 379. о прогону Јевреја и уништавању синагога у Илирији и Тракији такође је доказ раног насељавања Јевреја у Бугарској. 

## Бугарско царство
Након успостављања Првог бугарског царства и његовог признања 681. године, известан број Јевреја прогнаних из Византијског царства могaо се насељавати у Бугарској. Јевреји су се насељавали и у Никополу 967. године. Неки су стигли из Републике Рагуза и Италије, када је Joван Асен II, трговцима из ових земаља дозволио трговину у Другом Бугарском царству. Касније се цар Јован Александар оженио Јеврејком Саром (преименованом у Теодору) која је прихватила хришћанство и имала значајан утицај на двору. Она је утицала на свог супруга да створи Видинско царство за свог сина Јована Шишмана, који је такође био Јеврејин према јеврејском закону, који одређује религијску припадност према мајци. Упркос својој јеврејској прошлости, била је жестоко про-црквено оријентисана, што је у та времена било праћено антисемитизмом. На пример, 1352. године, црквени савет наредио је протеривање Јевреја Бугарске због "јеретичке активности" (мада се та уредба није строго спроводила). Уследили су физички напади на Јевреје. У једном случају, три Јевреја осуђена на смрт убила је руља, упркос томе што их је цар помиловао.
Средњовековно јеврејско становништво Бугарске били су Романиоти све до 14. и 15. века, када су почели да пристижу Ашкенази из Мађарске (1376) и других делова Европе.

## Отоманска владавина
По завршетку Отоманског освајања Бугарског царства (1396), постојале су знатне јеврејске заједнице у Видину, Никопољу, Силистри, Плевену, Софији, Јамболу, Пловдиву (Филипополис) и Старој Загори.
1470. године из Баварске су стигали протерани Ашкенази, а путници тог доба примећивали су да се у Софији често може чути јидиш. Књигу молитве Ашкеназија је у Солуну штампао рабин Софије средином 16. века. Почев од 1494, сефардски прогнаници из Шпаније мигрирали су у Бугарску преко Солуна, Македоније, Италије, Рагузе и Босне. Населили су се у већ постојећим јеврејским центрима, који су уједно били и главни трговински центри Бугарске којима су владале Османлије. У том тренутку, Софија је била домаћин три одвојене јеврејске заједнице: Романиоти, Ашкенази и Сефарди. То се наставило до 1640. године, када је за све три групе именован један рабин.
У 17. веку идеје Шабатаја Цвија (Sabbatai Zevi) постале су популарне у Бугарској, а присталице његовог покрета, као што су Натан из Газе и Самуел Примо, били су активни у Софији. Јевреји су наставили да се насељавају у разним деловима земље (укључујући и нове трговинске центре, као што је Пазарџик), и били су у могућности да прошире своје привредне активности због привилегија које су им биле дате и због протеривања многих трговаца из Рагузе који су учествовали у Ћипровском устанку 1688. године.

## Савремена Бугарска
Савремена национална држава Бугарска формирана је према условима Берлинског уговора, којим је окончан Руско-турски рат 1877–78. Према одредбама тог уговора, бугарским Јеврејима дата су једнака права. Године 1909. освештана је велика и нова Софијска синагога у присуству Бугарског цара Фердинанда I, као и министара и других важних гостију, што је био важан догађај за бугарске Јевреје. Јевреји су регрутовани у бугарску војску и борили су се у Српско-бугарском рату (1885), Балканским ратовима (1912-13) и Првом светском рату. Забележено је да су 211 јеврејских војника бугарске војске погинули током Првог светског рата. Нејски мировни споразум после Првог светског рата нагласио је једнакост Јевреја са осталим бугарским држављанима. 1936. основана је националистичка и антисемитска организација Ратник.
У годинама које су претходиле Другом светском рату, стопа пораста становништва јеврејске заједнице заостајала је за стопом осталих етничких група. 1920. године било је 16.000 Јевреја, што је чинило 0,9% Бугара. До 1934. године, иако је величина јеврејске заједнице нарасла на 48.565, а више од половине њих живело је у Софији, то је било само 0,8% укупног становништва. Латино је био доминантни језик у већини заједница, али млади су често волели да говоре бугарски. 

## Други светски рат
Бугарска, као потенцијални корисник пакта Молотов-Рибентроп у августу 1939. године, такмичила се са другим таквим нацијама да стекне наклоност нацистичке Немачке гестовима примене антисемитских закона. Бугарска је била економски зависна од Немачке, при чему је 65% трговине Бугарске 1939. године отпадало на Немачку, а војно је била повезана уговором о оружју. Бугарски екстремни националисти су лобирали за повратак на проширене границе Санстефанског споразума 1878. године. 7. септембра 1940. године Јужна Добруја, изгубљена у корист Румуније према Букурештанском уговору из 1913, враћена је бугарској управи Крајовским уговором, формулисаним под немачким притиском. Закон о држављанству уследио је 21. новембра 1940. године, којим је бугарско држављанство прешло на становнике припојене територије, укључујући око 500 Јевреја, заједно са територијама Рома, Грка, Турака и Румуна.
Почев од јула 1940. године, бугарске власти почеле су уводити дискриминаторну политику против Јевреја. У децембру 1940. године 352 припадника бугарске јеврејске заједнице укрцали су се у брод СС Салвадор у Варни, за Палестину. Брод је потонуо након што је прешао око 100 метара од обале Силиврија, западно од Истанбула. 223 путника се утопило или умрло од излагања хладним водама. Половина од 123 преживела послата је назад у Бугарску, док је остатку дозвољен улазак у Дариен II. Када су стигли у Палестину, британске власти су их затвориле у Атлит.
У јануару 1941. цар Борис III донео је Закон о заштити нације, представљен Бугарском парламенту претходног октобра, а парламент га је усвојио 24. децембра 1940, којим су Јеврејима у Бугарској изречена бројна законска ограничења. Предлог закона парламенту је предложио Петар Габровски, министар унутрашњих послова и бивши вођа <i id="mwyg">Ратника</i> у октобру 1940. Његов штићеник, владин адвокат и колега из Ратника, Александар Белев, послат је да проучи Нирнбершке законе из 1933. године у Немачкој и био је уско укључен у његово састављање. По узору на овај преседан, закон је био усмерен на Јевреје, заједно са масонеријом и другим организацијама које су сматране "претњама" бугарској националној безбедности. Конкретно, закон је забранио Јеврејима да гласају, кандидују се за функције, раде на владиним позицијама, служе у војсци, жене се или живе заједно са етничким Бугарима, користе бугарска имена или поседују руралну земљу. Власти су почеле конфисковати све радио-апарате и телефоне у власништву Јевреја, а Јевреји су били принуђени да плаћају једнократни порез у износу од 20 одсто њихове нето вредности.     Законодавством су такође утврђене квоте које су ограничиле број Јевреја на бугарским универзитетима.  Противници закона су били не само јеврејски вође, већ и Бугарска православна црква, неке струковне организације и двадесет и један писац.  Касније те године, у марту 1941, Краљевина Бугарска је прихватила немачке захтеве и ушла у војну алијансу са Силама осовине.
Законом о заштити нације прописано је да Јевреји обавезно служење војног рока обављају у радним батаљонима, а не у редовној војсци. Батаљони присилне радне снаге основани су у Бугарској 1920. године као начин заобилажења Нејског мировног споразума, којим је ограничена величина бугарске војске и окончана регрутација у редовну војску. Служба присилног рада (трудова повинност) коју је успоставила влада Александра Стамболијског снабдевала је јефтином радном снагом владине пројекте и запошљавала демобилисане војнике из Првог светског рата. Тридесетих година двадесетог века, пред почетак Другог светског рата, трудова повинност је била милитаризована: придружена је Ратном министарству 1934.
После почетка рата, 1940. године, "раднички војници" (трудови војски) основани су као посебан корпус "коришћен за спровођење антијеврејске политике током Другог светског рата", као део свеобухватног плана "ускраћивања". У августу 1941. године, на захтев Адолфа-Хајнца Бекерлеа (Adolf-Heinz Beckerle) - опуномоћеног немачког министра у Софији - ратно министарство је препустило контролу над свим Јеврејсима под присилним радом Министарству зграда, путева и јавних радова. Обавезна регрутација примењивана је од августа 1941. године: у почетку су вођени мушкарци од 20 до 44 године, а старосна граница је повећана на 45 година у јулу 1942. и на 50 година, касније. Бугари су заменили Јевреје у командама јеврејских радних јединица које више нису имале право на униформе. 29. јануара 1942. одређени су нови јеврејски батаљони за принудни рад; њихов број се удвостручио на двадесет и четири до краја 1942. Јеврејске јединице биле су одвојене од осталих етнитета - три четвртине батаљона за принудну радну снагу било је из мањина: Турци, Руси, и становници територија које је окупирала Бугарска, а остатак су чинили бугарски незапослени.
Јевреји на присилном раду били су суочени са дискриминационом политиком која је с временом постајала све оштрија; повећањем дужине службе и смањењем хране, одмора и слободних дана. 14. јула 1942. основана је дисциплинска јединица која је наметала нове казнене стеге: лишавање мадраца или топле хране, "дијета на хлебу и води" и забрана посета месецима. Како је рат напредовао, а 1943. почело скупљање Јевреја, Јевреји су улагали многобројније напоре да побегну и казне су постале све оштрије.
Крајем 1938. и почетком 1939. бугарски полицијски службеници и Министарство унутрашњих послова све више су се противили прихвату јеврејских избеглица прогоњених из Централне Европе. Као одговор на упит британских дипломата у Софији, Министарство спољних послова потврдило је политику да ће од априла 1939. Јевреји из Немачке, Румуније, Пољске, Италије и онога што је остало од Чехословачке (и касније Мађарске) морати да добију сагласност од Министарства за осигурање улазних, транзитних или пролазних виза.
Бугарско иредентистичко заробљавање 1941. године територија Грчке и Југославије и формирање нових области Скопља, Битоља и Беломора повећали су јеврејско становништво Бугарске на око 60.000. Забрањено им је бугарско држављанство према Закону о заштити нације.
Од почетка рата, бугарске окупационе власти у Грчкој и Југославији предавале су Гестапу јеврејске избеглице, које су бежале из Европе. Октобра 1941. бугарске власти затражиле су регистрацију 213 српских Јевреја које је Гестапо открио у Скопљу, под управом Бугарске; ухапшени су 24. новембра, а 47 њих је одведено у концентрациони логор Бањица у Београду, Србија и убијено 3. децембра 1941.
У јеку Ванзејске конференције, на пролеће 1942. године немачке дипломате затражиле су да Краљевина упути у немачки притвор све Јевреје који живе на територији под Бугарском управом. Бугарска страна се сложила и почела да предузима кораке за планиране депортације Јевреја. 
Након овог закона 26. августа 1942. уследио је декретни закон, који је пооштрио ограничења за Јевреје, проширио дефиницију јеврејског становништва и пооштрио доказе потребне за доказивање нејеврејског статуса и изузећа ( привилегије). Након тога Јевреји су морали да носе жуте звезде, изузев оних који су крштени и који су практиковали хришћанску евхаристију. Бугарским Јеврејма који су се по хришћанском обреду пре 1. септембра 1940. венчали за не-Јевреје и крстили се пре примене Закона о заштити нације 23. јануара 1941. године, укинута су изузећа дозвољена за такве случајеве. Изузеци за ратну сирочад, ратне удовице и инвалиде били су од тад примењиви само „у случају надметања са другим Јеврејима“, а све такве привилегије могле су се опозвати или ускратити ако је појединац осуђен за злочин или се сматра да је „против владе" или "комуниста".
У пролеће 1943. бугарске власти су довршавале договоре са Главном канцеларијом за безбедност Рајха за први талас планираних депортација Јевреја из Софије (8.000) и територија окупираних од стране Бугарске - Тракије, Македоније и Пирота (~ 13.000). У фебруару 1943. бугарска влада, вероватно као одговор на промену тока рата, преко швајцарских дипломатских канала показала је спремност да Јеврејима дозволи одлазак у Палестину на британским бродовима преко Црног мора. Бугарску понуду одбио је британски министар спољних послова Ентони Идн, уз образложење да "ако то учинимо онда ће Жидови света желети да направимо сличну понуду у Пољској и Немачкој ... једноставно нема довољно бродова." 
У првој половини марта 1943. бугарска војска и полиција извршили су депортацију већине Јевреја, 13.341  укупно, са територија које је Бугарска окупирала, возом их је преко Бугарске превозила преко транзитних логора и укрцавала их у бродове за Беч у нацистичкој Немачкој. Уочи планираних депортација, бугарска влада је испитивала одредишта депортираних и тражила да јој се надокнаде трошкови депортације. Немачки представници су наговестили да ће депортирани бити коришћени као радна снага у пољопривредним и војним пројектима. Као што је забележено у Немачком архиву, нацистичка Немачка је платила 7.144.317  лева за депортацију 3.545 одраслих и 592 деце намењених логору Треблинка.  4.500 Јевреја из грчке Тракије и Источне Македоније депортовано је у окупирану Пољску, а 7.144 из Вардарске Македоније и Поморавља послато је у Треблинку. Ниједан није преживео. 20. марта 1943. бугарска војна полиција, потпомогнута немачким војницима, скинула је Јевреје из Комотинија и Кавале са путничког брода Карагеорге, масакрирала их и потопила брод. 
Вести о депортацијама на окупираним територијама подстакле су протест опозиционих политичара, припадника цркве и интелектуалаца у Бугарској. Иако је цар Борис III у почетку био склон да настави са планираним депортацијама, заменик председника парламента и истакнути члан владајуће странке Димитар Пешев убедио га је да их одложи. 19. марта 1943. Пешев је изнео скупштинску резолуцију за заустављање депортација; резолуцију је одбацила владајућа странка, која га је присилила на оставку крајем месеца. Након оставке Пешева уследили су даљи протести, посебно митрополита Стефана I, који је убедио цара да у мају 1943. на неодређено време суспендује депортације. Убрзо након тога, бугарска влада је протерала 20.000 Јевреја из Софије у провинције. Организовани су посебни возови и Јеврејима су додељени одређени поласци, раздвајајући чланове породице. Дозвољено је највише 30 кг имовине по особи; остатак су били присиљени да оставе, да продају по "увредљиво ниским" ценама или је био украден на неки начин.
Бугарска влада навела је недостатак радне снаге као разлог за одбијање пребацивања бугарских Јевреја у немачки притвор. Прогнани мушкарци су регрутовани за присилни рад у Бугарској. Нешто од имовине која је остављена заплењено је. Убрзо након повратка у Софију са састанка 14. августа са Хитлером, цар Борис је умро од очигледног срчаног удара 28. августа 1943.
Димитар Пешев, опозициони политичари, бугарска црква, цар Борис и обични грађани, од писаца и уметника, до правника и бивших дипломата, различито су заслужни за спашавање бугарских Јевреја од депортације.   Касније се влада Израела званично захвалила Бугарској за одбрану од нацистичке Немачке. Совјетски Савез је ову причу чувао у тајности, јер су краљевска бугарска влада, краљ Бугарске и Црква предузели акције које су допринеле огромном јавним протестима и позивима бугарском народу да бране своје јеврејске пријатеље и комшије. Комунистички совјетски режим није могао да подржава бивше власти, Цркву или краља, јер су они сматрани непријатељима комунизма.  Дакле, документација којом се доказује спасавање бугарских Јевреја појавила се тек након завршетка хладног рата 1989. године. 
Да би се захвалили цару Борису, бугарски Јевреји у Сједињеним Државама и Јеврејски национални фонд поставили су у Бугарској шуми у Израелу споменик у част цара Бориса. Међутим, у јулу 2003. године, јавни одбор на челу са главним судијом Мошеом Бејским одлучио је да уклони спомен-обележје јер је Бугарска пристала на испоруку Јевреја са окупираних територија Македоније и Тракије Немцима.

## После Другог светског рата и дијаспоре
Након рата, већина јеврејског становништва отишла је у Израел, а данас је у Бугарској остало само око хиљаду Јевреја (1.162 према попису становништва из 2011.). Према статистичким подацима израелске владе, 43.961 особа из Бугарске емигрирала је у Израел између 1948. и 2006., што је бугарске Јевреје учинило четвртом највећом групом која потиче из европских земаља, после Совјетског Савеза, Румуније и Пољске. Различите миграције изван Бугарске произвеле су потомке бугарских Јевреја углавном у Израелу, али такође у Сједињеним Државама, Канади, Аустралији и неким западноевропским и латиноамеричким земљама.

## Угледни бугарски Јевреји
- Алберт Афталион (Albert Aftalion) (1874–1956), економиста из Русе
- Мира Ароио (Mira Aroyo) (рођена 1977), музичарка и чланица Ладитрона, из Софије
- Греди Аса (Gredi Assa) (рођен 1954. у Плевену), професор на Академији ликовних уметности у Софији
- Максим Бехар (Maksim Behar) (рођен 1955.), привредник и стручњак за односе са јавношћу, из Шумена
- Елијас Канети (Elias Canetti) (1905–1994), писац, добитник Нобелове награде, из Русе
- Соломон Абрахам Росанес (Solomon Abraham Rosanes) (1862–1938), историчар, главни писац историје Јевреја на Балкану, из Рушука (Русе)
- Тобијах бен Елиезер (Tobiah ben Aliezer) (11. век), талмудиста и песник, из Костура
- Ичак Финци (Itzhak Finzi) (рођен 1933.), глумац, из Софије
- Самуел Финци (Samuel Finzi) (рођен 1966.), глумац, из Пловдива
- Соломон Голдштајн (Solomon Goldstein) (1884–1968 / 1969), комунистички политичар, из Шумена
- Моше Гуерон (Moshe Gueron) (рођен 1926.), кардиолог и истраживач, из Софије
- Јозеф Каро (Joseph Karo) (1488-1575), из Никопола
- Николај Кауфман (Nikolay Kaufman) (1925-2018), музиколог и композитор, из Русе
- Милчо Левијев (Milcho Leviev) (рођен 1937.), композитор и музичар, из Пловдива
- Јехуда Леви (Yehuda Levi) (рођен 1979), израелски глумац и мушки модел
- Јакоб Л. Морено (Jacob L. Moreno) (1889–1974), оснивач психодраме, отац из Плевена
- Јуда Леон бен Мозес Москони  (Judah Leon ben Moses Mosconi) (1328–?), талмудиста рођен на Охриду
- Елиезер Папо (Eliezer Papo) (1785–1828) писац о верским темама, рођен у Сарајеву, постао је рабин у Силистри
- Јулес Пасцин (Jules Pascin)(1885-1930), сликар модерниста, из Видина
- Исак Паси (Isaac Passy) (1928–2010), филозоф из Пловдива
- Соломон Паси (Solomon Passi) (рођен 1956.), политичар и бивши министар спољних послова, из Пловдива
- Валери Петров (Valeri Petrov) (1920–2014), писац, из Софије
- Соломон Розанис (Solomon Rozanis) (1919–2004), врховни судија и адвокат из Русе
- Сара-Теодора (Sarah-Theodora) (14. век), супруга цара Јована Александра
- Панчо Владигеров (Pancho Vladigerov) (1899-1978) композитор, учитељ. Мајка је била Јеврејка. По њему је названа бугарска Национална музичка академија у Софији.
- Ангел Вагенштајн (Angel Wagenstein) (рођен 1922.), филмски редитељ из Пловдива
- Алексис Вајсенберг (Alexis Weissenberg) (1929–2012), пијаниста из Пловдива
- Исраел Калми (Israel Calmi) (1885 - 1966), члан јеврејског Консисторијума Бугарске
- Аврам Бенароја (Avram Benaroya) (1887 - 1979), левичарски политички активиста

### Чланови Кнесета
- Бинјамин Ардити (Binyamin Arditi) (1897–1981), из Софије
- Михаел Бар-Цохар (Michael Bar-Zohar) (рођен 1938.) из Софије
- Шимон Бејарано (Shimon Bejarano) (1910–1971), из Пловдива
- Јаков Нехоштан (Yaakov Nehoshtan) (1925-2019), из Казанлака
- Јаков Ницани (Yaakov Nitzani) (1900–1962), из Пловдива
- Виктор Шем-Тов (Victor Shem-Tov) (1915–2014), из Самокова
- Емануел Цисман (Emanuel Zisman) (1935–2009), из Пловдива